# Список аэропортов Того
Это список аэропортов в Того, отсортированных по местоположению.
Того, официально Тоголезская Республика, является страной в Западной Африке, граничащей с Ганой на западе, Бенином на востоке, Буркина-Фасо на севере и с Гвинейским заливом на юге. Столицей является город Ломе. Страна разделена на пять областей.

## Аэропорты
Название аэропортов, выделенных жирным шрифтом, указывает на наличие коммерческих рейсов.
| Местоположение | Области             | ИКАО | ИАТА | Название аэропорта                                                         |
| -------------- | ------------------- | ---- | ---- | -------------------------------------------------------------------------- |
| Anié           | Плато               | DXKP |      | Kolokope Airport                                                           |
| Атакпаме       | Плато               | DXAK |      | Akpaka Airport                                                             |
| Дапаон         | Саванны             | DXDP |      | Djangou Airport                                                            |
| Ломе           | Приморская область  | DXXX | LFW  | Ломе — Токоин (аэропорт) (Международный аэропорт имени Гнассингбе Эйадема) |
| Ниамтогу       | Кара                | DXNG | LRL  | Международный аэропорт Ниамтогу                                            |
| Сасанне-Манго  | Саванны             | DXMG |      | Sansanné-Mango Airport                                                     |
| Сокоде         | Центральная область | DXSK |      | Sokodé Airport                                                             |